# Bitwa pod Jaktorowem
Bitwa pod Jaktorowem – bitwa partyzancka stoczona 29 września 1944 w okolicach wsi Budy Zosine nieopodal Jaktorowa, zakończona rozbiciem przez Niemców głównych sił Grupy AK „Kampinos”.
Po wybuchu powstania warszawskiego wschodnie i centralne tereny Puszczy Kampinoskiej stały się bazą silnego zgrupowania partyzanckiego Armii Krajowej. 27 września 1944 Niemcy rozpoczęli w tym rejonie zakrojoną na szeroką skalę operację przeciwpartyzancką, oznaczoną kryptonimem Sternschnuppe. Grupa „Kampinos” przystąpiła wówczas do odwrotu w kierunku Gór Świętokrzyskich. Początkowo polskie zgrupowanie skutecznie wymykało się obławie, lecz na skutek błędów dowództwa zostało w drugim dniu odwrotu okrążone przez Niemców pod Jaktorowem. Po blisko całodziennej walce z przeważającymi siłami nieprzyjaciela Grupa „Kampinos” została rozbita, tracąc ok. 150–200 poległych, ok. 120 rannych i 150 wziętych do niewoli. Wielu żołnierzom AK, w tym kilku zwartym oddziałom, udało się jednak wyrwać z okrążenia.
Bój pod Jaktorowem był prawdopodobnie największą bitwą partyzancką stoczoną w czasie II wojny światowej na ziemiach polskich leżących na zachód od linii Wisły.

## „Niepodległa Rzeczpospolita Kampinoska”

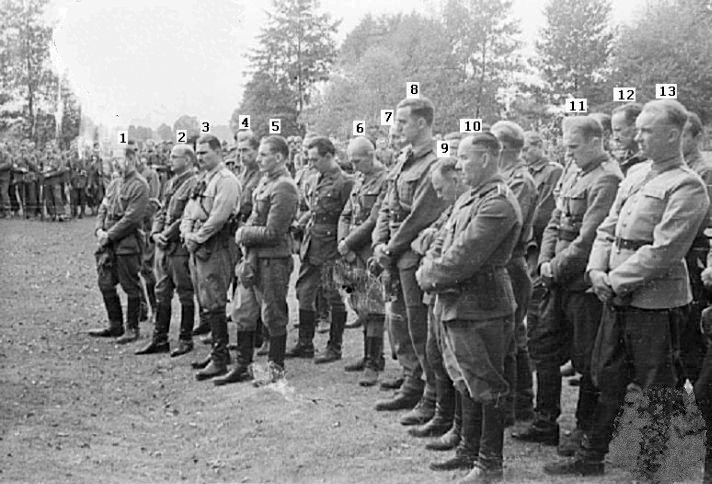
Korpus oficerski Grupy „Kampinos” podczas mszy polowej w Wierszach. Na zdjęciu widoczni m.in. mjr „Okoń” oraz por. „Dolina”

Po wybuchu powstania warszawskiego działania zbrojne objęły również Puszczę Kampinoską, gdzie do walki przystąpiły oddziały VIII Rejonu „Łęgów” Obwodu VII „Obroża” Okręgu Warszawskiego AK. Rejonem tym dowodził kpt. Józef Krzyczkowski ps. „Szymon”. W przeddzień powstania podległe mu struktury AK mogły wystawić dwa bataliony piechoty o sile pięciu kompanii pierwszej linii, przy czym zaledwie ok. 350–400 żołnierzy było uzbrojonych. Szczęśliwie dla strony polskiej układ sił w Puszczy Kampinoskiej uległ jednak diametralnej zmianie pod koniec lipca 1944, gdy w Dziekanowie Polskim stanęło Zgrupowanie Stołpecko-Nalibockie AK przybyłe z Puszczy Nalibockiej na Kresach Wschodnich. Liczyło ono 861 dobrze uzbrojonych żołnierzy, a na jego czele stał por. Adolf Pilch ps. „Góra”/„Dolina” – cichociemny, doświadczony partyzant prowadzący od jesieni 1943 walkę z Niemcami i partyzantką sowiecką. Po wybuchu powstania w Puszczy Kampinoskiej pojawiły się jeszcze niewielkie oddziały AK z różnych dzielnic Warszawy, które opuściły miasto po niepowodzeniu pierwszych polskich natarć w godzinie „W”. Stopniowo docierały tam również oddziały z innych rejonów Obwodu „Obroża” oraz z sąsiedniego Podokręgu Zachodniego Obszaru Warszawskiego AK (kryptonimy „Hallerowo”/„Hajduki”).
Na bazie napływających wciąż do puszczy oddziałów utworzono w połowie sierpnia 1944 partyzanckie zgrupowanie o nazwie Grupa „Kampinos”. W szczytowym momencie liczyło ono około 2700 żołnierzy i 700 koni. Pod koniec sierpnia Grupa „Kampinos” kontrolowała już niepodzielnie centralny i wschodni obszar Puszczy Kampinoskiej, obejmujący wsie: Ławy, Łubiec, Roztoka, Kiścinne, Krogulec, Wędziszew, Brzozówka, Truskawka, Janówek, Pociecha, Zaborów Leśny i Wiersze. Polskie patrole były także w stanie penetrować liczne sąsiednie miejscowości, nieobsadzone dotychczas przez nieprzyjaciela. Obszar opanowany przez żołnierzy AK nazywany był „Niepodległą Rzecząpospolitą Kampinoską”. Jej nieformalną stolicą były Wiersze, gdzie ulokowana była kwatera główna Grupy „Kampinos”
Grupa „Kampinos” jako jedyne zorganizowane zgrupowanie AK wykonała rozkaz gen. „Bora” z 14 sierpnia 1944 w sprawie organizacji odsieczy dla stolicy. Z Puszczy Kampinoskiej przeszło na stołeczny Żoliborz ponad 900 dobrze uzbrojonych „leśnych”. Dwa nocne natarcia na silnie umocniony Dworzec Gdański zakończyły się jednak porażką i utratą blisko 500 żołnierzy (20/21 sierpnia i 21/22 sierpnia). Po klęsce pod Dworcem Gdańskim Komenda Główna AK wyznaczyła Grupie „Kampinos” zadania o charakterze zasadniczo pasywnym, sprowadzające się przede wszystkim do odbioru alianckich zrzutów oraz organizowania regularnych dostaw broni i zaopatrzenia dla walczącej stolicy. Pod koniec sierpnia Niemcy ostatecznie zablokowali jednak komunikację między puszczą a powstańczą Warszawą. W tym samym czasie KG AK straciła też zainteresowanie Puszczą Kampinoską, uznając, że nie można już liczyć, iż nadejdzie stamtąd odsiecz lub poważniejsze dostawy zaopatrzenia. Działania Grupy „Kampinos” były odtąd traktowane przez polskie dowództwo jako element działań powstańczego Żoliborza.
Tymczasem od połowy sierpnia Niemcy podejmowali ograniczone działania zaczepne przeciw Grupie „Kampinos” starając się odepchnąć polskie placówki od strategicznie ważnej szosy Warszawa – Modlin. Drugim ogniskiem walk stał się obszar rozciągający się wokół miejscowości Kampinos, Leszno, Borzęcin i Zaborów, gdzie nieprzyjaciel usiłował zepchnąć polskie oddziały w głąb puszczy, obawiając się, iż sama ich obecność w tym rejonie zagrozić może strategicznie ważnej arterii drogowej Poznań – Sochaczew – Warszawa. Niemcy i ich kolaboranci podejmowali także ograniczone działania zaczepne w rejonie Truskawia i Pociechy. Niemal do końca września polskie zgrupowanie skutecznie utrzymywało swoje pozycje, wiążąc znaczne siły nieprzyjaciela. Polacy podejmowali również liczne wypady na niemieckie placówki i szlaki komunikacyjne. Dużym sukcesem zakończyło się zwłaszcza starcie pod Kiściennem oraz wypady na oddziały kolaboracyjnej Brygady Szturmowej SS RONA kwaterujące w Truskawiu i Marianowie.
W połowie września było już jasne, że powstanie warszawskie zmierza ku upadkowi. Należało się spodziewać, iż po zakończeniu walk w stolicy Niemcy przystąpią do „oczyszczania” Puszczy Kampinoskiej. W tych okolicznościach dalsze pozostawanie w okolicach Warszawy groziło zagładą całej Grupy „Kampinos”. W kontekście zbliżających się jesiennych chłodów istotny był również fakt, iż kampinoskie wsie nie były w stanie zapewnić licznemu partyzanckiemu zgrupowaniu odpowiedniej ilości wyżywienia, odzieży i suchych pomieszczeń. 14 września mjr „Okoń” skierował depeszę do szefa sztabu KG AK gen. Tadeusza Pełczyńskiego ps. „Grzegorz”, w której informował, że Niemcy zaciskają pierścień okrążenia wokół puszczy oraz prosił o wytyczne w sprawie dalszego postępowania. Odpowiedź nadeszła dwa dni później i zawierała rozkaz przebicia się całym zgrupowaniem do oddziałów ppłk. „Żywiciela” na Żoliborzu. Rozkazy w tym duchu były jeszcze kilkukrotnie formułowane przez powstańcze dowództwo. „Okoń” był jednak przekonany, iż jego oddziały nie nadają się do walk miejskich, stąd nie odmawiając wprost wykonania rozkazów KG AK postanowił przebić się wraz ze swymi żołnierzami w Góry Świętokrzyskie, gdzie zamierzał we współpracy z miejscowymi oddziałami AK kontynuować walkę z okupantem. Już 12 września „Okoń” wystosował depeszę radiową do polskiej centrali w Brindisi, w której prosił, aby w zasobnikach zrzucanych przez alianckie lotnictwo nad Puszczą Kampinoską znalazły się obok broni i amunicji także dokładne mapy Gór Świętokrzyskich i Śląska.

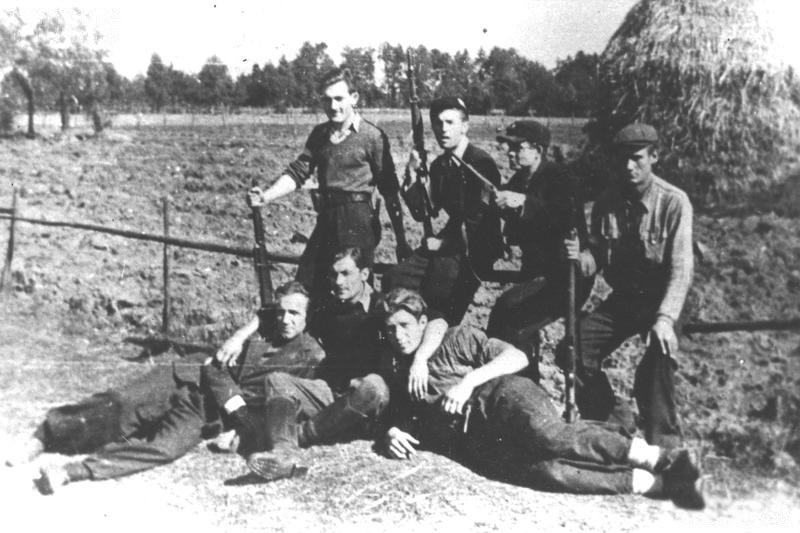
Żołnierze batalionu sochaczewskiego mjr. „Korwina”

Wieść o zamiarach „Okonia” dotarła do komendy Podokręgu Zachodniego AK „Hajduki”, z którego struktur wywodził się jeden z najsilniejszych oddziałów Grupy „Kampinos”, tj. batalion sochaczewski mjr. „Korwina”. Komenda podokręgu postanowiła, że żołnierze „Korwina” nie wezmą udziału w planowanej ewakuacji i w momencie jej rozpoczęcia zostaną zdemobilizowani. O powyższej decyzji powiadomiono dowództwo Grupy „Kampinos”, proponując jednocześnie „Okoniowi” demobilizację całego zgrupowania. Decyzję o odwrocie w Góry Świętokrzyskie poparli natomiast dowódcy tych oddziałów AK, których żołnierze wywodzili się z terenów Puszczy Kampinoskiej, bądź mieli ograniczone możliwości ukrycia się wśród miejscowej ludności cywilnej.
Około 20 września mjr „Okoń” zwrócił się z pisemną prośbą do komendy podokręgu „Hajduki” o podanie dyslokacji sił niemieckich znajdujących się na planowanej trasie odwrotu – tj. między Puszczą Kampinoską a lasami wokół Żyrardowa i Skierniewic. Prośbie tej uczyniono zadość, zaznaczając jednocześnie, że na szlaku przemarszu mogą się znaleźć nie tylko stałe garnizony nieprzyjaciela, lecz również jednostki pancerno-motorowe – alarmowo ściągnięte na wieść o przemarszu silnego partyzanckiego zgrupowania. Komenda podokręgu wyraziła w związku z tym przekonanie, iż ewakuacja całości sił Grupy „Kampinos” w Góry Świętokrzyskie nie rokuje szans powodzenia, a podjęcie takiej próby zakończyć się może przechwyceniem zgrupowania na otwartym terenie i w konsekwencji jego całkowitym rozbiciem. Dowództwo „Hajduków” ponownie zaproponowało więc mjr. „Okoniowi” demobilizację oddziałów kampinoskich, oferując jednocześnie pomoc w rozmieszczeniu żołnierzy i opiekę nad nimi. Jako alternatywę przedstawiono „Okoniowi” propozycję przebicia się całością sił na warszawski Żoliborz, w celu kontynuowania walki w stolicy. Dowódca Grupy „Kampinos” pozostawił jednak obie propozycje bez odpowiedzi.
Między 24 a 26 września żołnierze oddziałów puszczańskich wykonali jeszcze kilka wypadów, mających na celu zgromadzenie zapasów żywności przed planowanym wymarszem. Polski wywiad i wysunięte placówki informowały już wówczas o rosnącej aktywności nieprzyjaciela oraz koncentracji znacznych sił niemieckich w pobliżu puszczy.

### Ordre de BatailleGrupy „Kampinos” pod koniec września 1944
Pod koniec września 1944 liczebność i struktura Grupy „Kampinos” przedstawiały się następująco:
- Pułk „Palmiry-Młociny” (por. Adolf Pilch ps. „Dolina”):
  - dowództwo pułku i poczet (6 oficerów, 32 podoficerów, 24 szeregowych, 8 kobiet[b])
  - kwatermistrzostwo (8 oficerów, 11 podoficerów, 17 szeregowych, 29 kobiet)
  - I Dywizjon 27 Pułku Ułanów AK im. Króla Stefana Batorego (rtm. Zdzisław Nurkiewicz ps. „Nieczaj”)
    - dowództwo (2 oficerów, 7 podoficerów, 6 szeregowych, 6 kobiet)
    - 1 szwadron pod dowództwem st. wachm. Jana Jakubowskiego ps. „Wołodyjowski” (18 podoficerów, 84 szeregowych, 4 kobiety)
    - 2 szwadron pod dowództwem st. wachm. Józefa Niedźwieckiego ps. „Lawina” (26 podoficerów, 101 szeregowych)
    - 3 szwadron pod dowództwem wachm. pchor. Narcyza Kulikowskiego ps. „Narcyz” (17 podoficerów, 99 szeregowych, 2 kobiety)
    - 4 szwadron pod dowództwem ppor. Aleksandra Pietruckiego ps. „Jawor” (1 oficer, 25 podoficerów, 59 szeregowych, 2 kobiety)

  - szwadron ckm pod dowództwem por. Jarosława Gąsiewskiego ps. „Jar”, stanowiący zalążek 23 Pułku Ułanów Grodzieńskich AK (3 oficerów, 42 podoficerów, 83 szeregowych, 1 kobieta)
  - II Batalion 78 Pułku Strzelców Słuckich AK (por. Witold Lenczewski ps. „Strzała”)
    - dowództwo (4 oficerów, 8 podoficerów, 13 strzelców, 2 kobiety)
    - 2 kompania pod dowództwem ppor. Zygmunta Sokołowskiego ps. „Zetes” (3 oficerów, 40 podoficerów, 149 strzelców, 2 kobiety)
    - 3 kompania pod dowództwem sierż. Waleriana Żuchowicza ps. „Opończa” (3 oficerów, 25 podoficerów, 125 strzelców, 11 kobiet)
    - kompania ckm pod dowództwem ppor. Henryka Dobaka ps. „Olsza” (6 oficerów, 34 podoficerów, 77 strzelców, 8 kobiet)
    - pluton pionierów (3 oficerów, 15 podoficerów, 38 strzelców, 1 kobieta)
    - pluton zwiadu konnego (1 oficer, 16 podoficerów, 65 strzelców, 3 kobiety)
- Pozostałe oddziały Grupy „Kampinos”:
  - Batalion sochaczewski pod dowództwem mjr. Władysława Starzyka ps. „Korwin” (30 oficerów, 451 podoficerów i szeregowych)
  - Batalion legionowski pod dowództwem por. Bolesława Szymkiewicza ps. „Znicz” (15 oficerów, 170 podoficerów i szeregowych)
  - Kompania „Zemsta” z batalionu „Pięść”, dowodzona przez por. Stefana Matuszczyka ps. „Porawa” (6 oficerów, 115 podoficerów i szeregowych)
  - kompania Powstańczych Oddziałów Specjalnych „Jerzyki” pod dowództwem por. Jerzego Strzałkowskiego ps. „Jerzy” (5 oficerów, 119 podoficerów i szeregowych)
  - Samodzielna kompania lotnicza do zadań specjalnych[c] pod dowództwem por. Tadeusza Gaworskiego ps. „Lawa” (4 oficerów, 29 podoficerów, 34 strzelców, 3 kobiety)
  - kompania z Wierszy pod dowództwem por. Franciszka Wiszniowskiego ps. „Jurek” (1 oficer, 75 podoficerów i szeregowych)
  - mniejsze pododdziały

Grupa „Kampinos” liczyła łącznie 2432 żołnierzy, przy czym w szeregach najsilniejszego oddziału, tj. Pułku „Palmiry-Młociny”, służyło 40 oficerów oraz 1335 podoficerów i żołnierzy (w tym 652 piechurów i 588 ułanów). Powyższe zestawienie nie obejmuje jednak obcokrajowców walczących w szeregach oddziałów AK (tj. węgierskich ochotników oraz Holendrów i jeńców sowieckich uwolnionych z niewoli niemieckiej). Nie uwzględniono także oddziału Armii Ludowej pod dowództwem ppor. Teodora Kufla ps. „Teoch”, gdyż nie podporządkował się on dowództwu Grupy „Kampinos” (liczebność oddziału AL wynosiła od kilkunastu do czterdziestu żołnierzy). Z tego względu można założyć, że ogólna liczba partyzantów stacjonujących pod koniec września 1944 na obszarze Puszczy Kampinoskiej wynosiła od 2400 do 2500.
Grupą „Kampinos” dowodził mjr Alfons Kotowski ps. „Okoń”. Był to energiczny dowódca o niekwestionowanej odwadze osobistej, lecz jako przedwojenny oficer zawodowy miał on duże trudności z przyswojeniem sobie specyfiki wojny partyzanckiej. „Okoń” nie zdołał także zaskarbić sobie szacunku i zaufania podwładnych. Co gorsza, ze względu na swój wybuchowy charakter i ordynarny sposób bycia budził wśród oficerów i żołnierzy powszechną niechęć, przeradzającą się w wielu wypadkach wręcz w nienawiść. W pewnym momencie grupa młodszych oficerów wysunęła nawet projekt odebrania „Okoniowi” dowództwa nad Grupą „Kampinos”. Od tego zamiaru odwiódł ich jednak por. „Dolina”.

## Operacja „Spadająca gwiazda”
Obecność silnego partyzanckiego zgrupowania na bezpośrednim zapleczu frontu budziła duży niepokój niemieckiego dowództwa. Problem zagrożenia stwarzanego niemieckim tyłom przez Grupę „Kampinos” był omawiany m.in. na specjalnej naradzie w sztabie 9 Armii w dniu 20 września 1944. Oceniono wówczas, że obecność partyzantów w Puszczy Kampinoskiej znacznie utrudnia zaopatrywanie IV Korpusu Pancernego SS walczącego w rejonie Modlina. Niemieccy sztabowcy obawiali się w szczególności, że w przypadku wznowienia przez Armię Czerwoną energicznych działań zaczepnych, Grupa „Kampinos” może skutecznie wesprzeć ewentualne próby utworzenia sowieckich przyczółków na lewym brzegu Wisły (na północ od Warszawy). Co więcej, w drugiej połowie września dowództwo 9 Armii otrzymało doniesienia na temat wielkiej mobilizacji, którą KG AK zamierzała jakoby przeprowadzić na ziemiach leżących na zachód od Wisły. Niemiecki wywiad informował, że celem owej mobilizacji będzie wystawienie sześciu partyzanckich dywizji, których szkielet stanowić miały oddziały AK z Puszczy Kampinoskiej. Obawy niemieckiego dowództwa były tym większe, iż wywiad znacznie przeszacował liczebność polskiego zgrupowania. W drugiej połowie sierpnia 1944 dowództwo 9 Armii oceniało bowiem, że w szeregach Grupy „Kampinos” walczy ok. 5 tys. żołnierzy. Niektórzy informatorzy donosili nawet, iż liczba partyzantów znajdujących się w Puszczy Kampinoskiej sięga 15 tysięcy (dysponować mieli oni przy tym artylerią i obroną przeciwlotniczą). Prawdopodobnie w przekonaniu o dużej liczebności Grupy „Kampinos” utwierdzały również Niemców energiczne działania polskiej kawalerii, dokonującej ataków i wypadów często w znacznie oddalonych od siebie miejscach.
Gdy sowiecka ofensywa na kierunku warszawskim została ostatecznie wstrzymana, a powstanie w Warszawie zaczęło wyraźnie chylić się ku upadkowi, niemieckie dowództwo uznało, iż nadszedł dogodny moment, aby przystąpić do likwidacji Grupy „Kampinos”. 22 września 1944 sztab 9 Armii przystąpił do prac nad planem szeroko zakrojonej operacji przeciwpartyzanckiej, którą oznaczono kryptonimem Sternschnuppe (pol. „Spadająca Gwiazda”). Jeszcze tego samego dnia został opracowany szczegółowy rozkaz operacyjny (nr 5199/44). Zadanie likwidacji oddziałów AK w Puszczy Kampinoskiej zostało powierzone generałowi porucznikowi Friedrichowi Bernhardtowi, dowódcy 532 Obszaru Tyłowego Armii (Korück 532). Podległe mu oddziały miały nacierać wzdłuż osi wschód-zachód, stopniowo „oczyszczając” puszczę (początkowo do linii Modlin – Błonie). Początek operacji zaplanowano na 27 września.
W związku z operacją przeciw Grupie „Kampinos” Bernhardtowi powierzono dowództwo nad doraźnie zorganizowaną grupą taktyczną, podzieloną na dwie grupy bojowe. Na czas trwania operacji Sternschnuppe Bernhardt i podległy mu sztab Korück 532 zostali także podporządkowani walczącej w Warszawie tzw. Grupie Korpuśnej von dem Bacha (niem. Korpsgruppe von dem Bach). Do walki z Grupą „Kampinos” skierowane zostały następujące jednostki:
- Oddziały bezpośrednio podporządkowane grupie taktycznej:
  - 104 Pułk Saperów
  - dla ewakuacji:
    - batalion alarmowy dowództwa tyłów
    - 2 kompania 234 Batalionu
    - kompania żandarmerii polowej

  - dla rozpoznania:
    - Grupa Rozpoznawcza „Widder”
    - 308 Pododdział Rozpoznania Frontowego
    - 525 Pododdział Rozpoznania Frontowego
- Grupa Północna (płk Klein – komendant armijnej szkoły wojennej; z przydzielonym mu sztabem 391 Dywizji Ochrony):
  - batalion alarmowy z 1 Dywizji Pancerno-Spadochronowej „Hermann Göring”
  - batalion alarmowy z 3 Dywizji Pancernej SS „Totenkopf”
  - batalion alarmowy z 5 Dywizji Pancernej SS „Wiking”
  - 183 Batalion Ochrony
  - kompania alarmowa armijnej szkoły wojennej
  - kompania alarmowa z 73 Dywizji Piechoty
  - 500 Batalion Szturmowy Saperów
  - 743 Oddział dział pancernych „Hetzer” (bez 1. kompanii)
  - sześć grup rozpoznawczych (każda po trzy transportery opancerzone)
  - bateria lekkich moździerzy
  - bateria ciężkich moździerzy
  - bateria dział piechoty kal. 105 mm
  - sześć działonów lekkich armat plot. (z 80. pułku artylerii plot.)
- Grupa Południowa (mjr policji ochronnej Nachtwey – dowódca 34 Pułku Policji):
  - II i III batalion 34 Pułku Policji
  - 31 Schutzmannschafts-Bataillon der SD (Ukraiński Legion Samoobrony)
  - batalion Kozaków
  - 737 Batalion Sapersko-Budowlany
  - kompania czołgów z 19 Dywizji Pancernej (w razie potrzeby)
  - cztery grupy rozpoznawcze z 19 Dywizji Pancernej (każda po trzy transportery opancerzone)
  - bateria dział piechoty
  - sześć działonów artylerii plot. z 1 Dywizji Pancerno-Spadochronowej „Hermann Göring”
  - 23 Batalion Karabinów Maszynowych (z zastrzeżeniem zezwolenia Grupy Armii „Środek”)
  - 25 Batalion Karabinów Maszynowych (z zastrzeżeniem zezwolenia Grupy Armii „Środek”)

Grupa Północna liczyła ok. 3000 żołnierzy, natomiast grupa południowa – ok. 2800. Całość sił wyznaczonych do rozbicia Grupy AK „Kampinos” przewyższała pod względem liczebności i uzbrojenia strukturę etatowej dywizji piechoty, co wskazuje, jak duże znaczenie przywiązywali Niemcy do wykonania tego zadania.
23 września dowództwo 9 Armii poinformowało o swoich planach komendantów policji w Sochaczewie i Łowiczu, a także gubernatorów dystryktów warszawskiego, radomskiego i krakowskiego oraz prezydenta rejencji ciechanowskiej. Zaznaczono wówczas, iż operacja Sternschnuppe obejmie obszar między Wisłą a Bzurą oraz szosą Warszawa – Leszno – Kampinos – Brochów. Komendantów policji poproszono o współdziałanie w działaniach przeciw partyzantom, podczas gdy gubernatorowi dystryktu warszawskiego oraz prezydentowi rejencji ciechanowskiej polecono zorganizowanie, we współdziałaniu z generałem Bernhardtem, wysiedlenia ludności z terenów objętych akcją, a następnie przeprowadzić „selekcję” wypędzonych pod kątem ich zdolności do pracy.
Szczegółowy plan działań, opracowany przez gen. Bernhardta, przewidywał, iż w pierwszej fazie operacji niemieckie oddziały wyruszą z pozycji wyjściowych w rejonie: Dąbrowa Leśna – Łomianki – Dziekanów – Wólka Węglowa – Hornówek i do końca pierwszego dnia osiągną rubież Palmiry – Pociecha – Truskaw – Buda. W przypadku pomyślnego przebiegu walk zakładano osiągnięcie jeszcze tego samego dnia (lub w dniu następnym) rubieży: Adamówek – wschodnia część Janówka – polana leśna na południowy wschód od Janówka. W drugiej fazie operacji zamierzano osiągnąć rubież: Cybulice Duże – Sowia Wola – Borki – południowy skraj Aleksandrowa – Krogulec – Ławy. Celem trzeciej fazy miało być natomiast dotarcie do linii Grabina – Kępiaste – Zaborówek. Jednocześnie północna grupa bojowa zabezpieczać miała północny skraj puszczy, natomiast grupa południowa – odcinek szosy Zaborów – Kampinos. W tym celu grupie tej dodatkowo przydzielono kolaboracyjny 308 Batalion Rosyjski (Russische Battalion 308). Rozgraniczenie między obiema grupami przebiegać miało wzdłuż linii Buraków – Janówek.
26 września sztab 9 Armii wniósł pewne poprawki do planu Bernhardta. Przede wszystkim zdecydowano o podzieleniu operacji na dwie części. Zasadnicze założenia ostatecznej wersji planu operacji Sternschnuppe przedstawiały się następująco:
- Pierwsza część operacji – składająca się, jak przewidywał Bernhardt, z trzech faz – miała trwać od 4 do 5 dni. O ile jednak cele wyznaczone do osiągnięcia w pierwszej i drugiej fazie działań pozostały zasadniczo bez zmian, o tyle cele trzeciej fazy operacji znacznie pogłębiono w porównaniu z pierwotnym planem. Zamierzano bowiem osiągnąć rubież Helenówek – Nowa Dąbrowa – Nowe Budy – Leszno, przy jednoczesnym zajęciu szosy Leszno – Kampinos – Kistki (Sochaczew), a także brzegu Bzury na odcinku Kistki – Wyszogród. Celem pierwszej części akcji miało być więc uzyskanie swobody ruchów na wschód od linii Błonie – Modlin, a także nowych szlaków zaopatrzeniowych dla IV Korpusu Pancernego SS.
- Druga część operacji miała doprowadzić do opanowania w sześciu fazach całej środkowej i zachodniej części Puszczy Kampinoskiej. Na realizację tej części operacji nie przewidziano limitu czasowego.
- Ludność polska zamieszkująca miejscowości na obszarze Puszczy Kampinoskiej miała zostać przy pomocy administracji cywilnej wywieziona na roboty przymusowe do Rzeszy. Wyjątek stanowić mieli mieszkańcy wiosek wchodzących w skład „Niepodległej Rzeczypospolitej Kampinoskiej”. Nie określono, jaki będzie ich los, lecz można było przypuszczać, iż będą potraktowani podobnie jak partyzanci.

Przed północą 26/27 września szef sztabu 9 Armii, gen. Helmut Staedke, przesłał do dowództwa Grupy Armii „Środek” poprawiony plan operacji. Tej samej nocy sztab 391 Dywizji Ochronnej przekazał dowództwu węgierskiej 5 Dywizji Rezerwowej dowodzenie obroną odcinka Wisły w rejonie Piaseczna, po czym przejął obowiązki sztabu północnej grupy bojowej płk. Kleina.

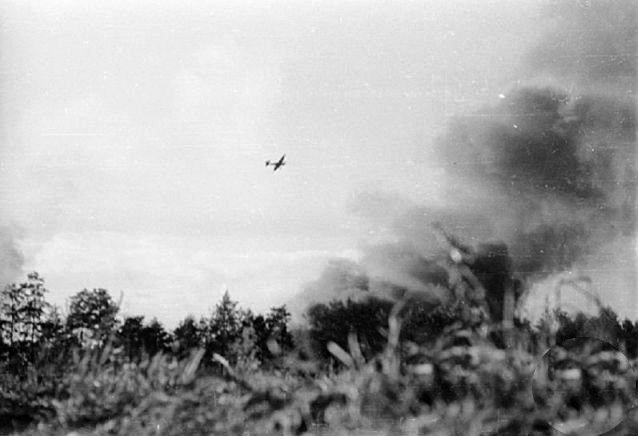
Pierwszy dzień operacji Sternschnuppe. Nalot niemieckiego lotnictwa na siedzibę dowództwa Grupy „Kampinos” w Wierszach

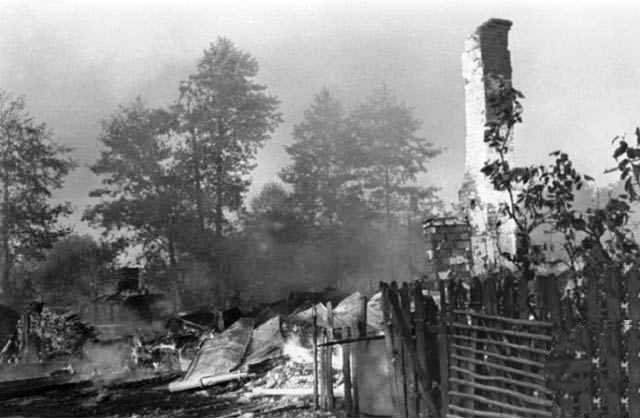
Wiersze płonące po nalocie niemieckiego lotnictwa. 27 września 1944

27 września w godzinach porannych niemieckie samoloty rozpoznawcze Fw 189 „Uhu” przeprowadziły szczegółowe rozpoznanie okolic Wiersz. Zaniepokojony aktywnością nieprzyjacielskiego lotnictwa por. „Strzała” wycofał ze wsi swój batalion piechoty. Jego ostrożność okazała się całkowicie uzasadniona, gdyż około godz. 15.45 osiem niemieckich bombowców nurkujących Ju 87 „Stuka” przeprowadziło nalot na Wiersze. Niemieckie bomby zburzyły wówczas murowany dom, w którym mieściła się kwatera dowództwa Grupy „Kampinos”; zniszczono także radiostację i skład amunicji. W nalocie zginęło dwóch polskich żołnierzy (w tym łączniczka), a kilkunastu odniosło rany. Tymczasem już od godzin przedpołudniowych niemiecka piechota wsparta bronią pancerną atakowała polskie placówki w Brzozówce, Janówku, Pociesze, Zaborowie Leśnym i Łubcu. Pierwsze natarcia nie były zbyt energiczne i zostały wszędzie odparte. Niemcy ponawiali jednak nękające ataki przy wsparciu artylerii, broni pancernej i lotnictwa. Po godzinie 15.00 nacisk nieprzyjaciela zaczął wyraźnie wzrastać. Przebieg walk stoczonych tego dnia przez Grupę „Kampinos” był następujący:
- Brzozówka była broniona przez żołnierzy batalionu legionowskiego por. „Znicza” oraz Kompanię „Zemsta” pod dowództwem por. „Porawy”. Nad ranem żołnierze z plutonu por. „Prawego” (Kompania „Zemsta”) zorientowali się, iż położona na północny wschód od Brzozówki wieś Sowia Wola została uprzedniej nocy obsadzona przez niemieckie samochody pancerne. Wywiązał się tam regularny bój, w trakcie którego „Porawa” wysłał na odsiecz „Prawemu” dwa kolejne plutony. Polskim żołnierzom nie udało się jednak wyprzeć Niemców ze wsi[60]. Niemal w tym samym czasie niemiecka piechota, posuwając się od strony Małocic, zaatakowała Brzozówkę i pobliskie placówki. Pierwszy nieprzyjacielski atak był stosunkowo mało energiczny i został odparty przez żołnierzy AK. Po południu Niemcy wznowili jednak natarcie, tym razem ze wsparciem broni pancernej i artylerii prowadzącej ostrzał od strony Kazunia i Małocic[61]. Około godziny 18.20 Brzozówka została także zbombardowana przez niemieckie bombowce nurkujące. Nalot spowodował spore straty w batalionie legionowskim[54][62]. Ostatecznie polscy żołnierze utrzymali jednak swoje pozycje. Donoszono także o zniszczeniu niemieckiego czołgu[63]. Józef Krzyczkowski oceniał, że w walkach pod Brzozówką i Sowią Wolą poległo ośmiu polskich żołnierzy, a pięciu odniosło rany. Niemieckie straty miały się zamknąć liczbą trzech zabitych i siedmiu rannych[64].
- Janówek, gdzie znajdowała się najdalej wysunięta na wschód placówka Grupy „Kampinos”, był broniony przez pluton piechoty z kompanii kpt. Wilhelma Kosińskiego ps. „Mścisław” (batalion sochaczewski mjr. „Korwina”) oraz pluton kawalerii z Pułku „Palmiry-Młociny”. Oddziały niemieckie przypuściły tam natarcie niemal równocześnie z atakiem na Brzozówkę. Niemiecka piechota, wsparta przez 10 pojazdów pancernych, wkrótce zepchnęła polskie ubezpieczenia[65][66]. Zaalarmowany niekorzystnym przebiegiem walki mjr „Korwin” polecił kpt. „Mścisławowi”, aby wraz ze swoimi pozostałymi dwoma plutonami ruszył natychmiast na odsiecz obrońcom Janówka. Jednocześnie por. „Dolina” wsparł żołnierzy „Mścisława” zdobycznym działem kal. 75 mm. Wobec przewagi ogniowej wroga „Mścisław” postanowił obsadzić wzgórza w pobliskim lesie, rezygnując tym samym z walki w zabudowaniach wsi lub na przyległych do niej łąkach[66][67]. Ogień polskiego działa powstrzymał chwilowo natarcie niemieckich pojazdów pancernych[68]. Przez kilka godzin polscy żołnierze utrzymywali swoje stanowiska pod silnym ogniem wroga[66][69]. Józef Krzyczkowski oceniał, że w walce pod Janówkiem poległo czterech polskich żołnierzy, a siedmiu odniosło rany. Niemieckie straty miały się zamknąć liczbą czterech zabitych i czterech rannych[64]. W niemieckich raportach bój o Janówek uznano za jedno z najcięższych starć stoczonych tego dnia[70].
- Pociecha była broniona przez kompanię piechoty por. „Nawrota” z batalionu sochaczewskiego mjr. „Korwina” oraz pluton z 3 szwadronu 27 Pułku Ułanów z Pułku „Palmiry-Młociny”, dowodzony przez plut. Antoniego Burdziełowskiego ps. „Wir”. Około południa polska placówka została zaatakowana przez niemiecką piechotę wspartą przez trzy czołgi. Za cenę stosunkowo poważnych strat Polacy zdołali odeprzeć pierwsze niemieckie ataki[59][66][71]. Wieczorem Niemcy odepchnęli jednak obrońców Pociechy na odległość około dwóch kilometrów od zajmowanych pierwotnie pozycji. Próba odbicia utraconych stanowisk załamała się pod ogniem niemieckiej artylerii. Polacy utrzymali jednak pozycje w lesie na północ od wsi[62][72]. Józef Krzyczkowski oceniał, że w walce pod Pociechą poległo pięciu polskich żołnierzy, a czterech odniosło rany. Niemieckie straty miały się zamknąć liczbą dwóch zabitych i trzech rannych[64].
- Zaborów Leśny był broniony przez kompanię „Jerzyków”. W godzinach południowych wieś została zaatakowana przez niemieckie pojazdy pancerne, wsparte przez niewielką liczbę piechurów. Niemieckie ataki były dość ostrożne i nie zdołały wyprzeć „Jerzyków” z zajmowanych pozycji[59][73]. Józef Krzyczkowski oceniał, że w walkach pod Zaborowem rannych zostało dwóch polskich żołnierzy. Niemcy mieli stracić jednego zabitego i dwóch rannych[64].

Należy zaznaczyć, że w niemieckich raportach znalazła się informacja, iż jednostki Sternschnuppe napotykały tego dnia jedynie sporadyczny opór przeciwnika. Do większych walk miało jakoby dojść jedynie w rejonie Palmir i Janówka. W czasie tej ostatniej potyczki Niemcy mieli „szturmem zdobyć rozbudowaną na wzgórzu pozycję”. Straty własne Niemcy szacowali na 4 zabitych (w tym trzech Kozaków) i 9 rannych, donosząc jednocześnie o zabiciu 14 partyzantów i ujęciu 140 cywilów. Dowódcy obu niemieckich grup bojowych oceniali, iż udało się osiągnąć wszystkie cele zaplanowane na pierwszy dzień operacji. Niemcy znacznie przeceniali siłę Grupy „Kampinos”, stąd ich natarcia w dniu 27 września były stosunkowo ostrożne i nie doprowadziły na żadnym odcinku do głębokiego przełamania polskiej obrony. Fakt ten znacznie ułatwił odwrót polskich oddziałów z Puszczy Kampinoskiej.

## Odwrót oddziałów AK z Puszczy Kampinoskiej

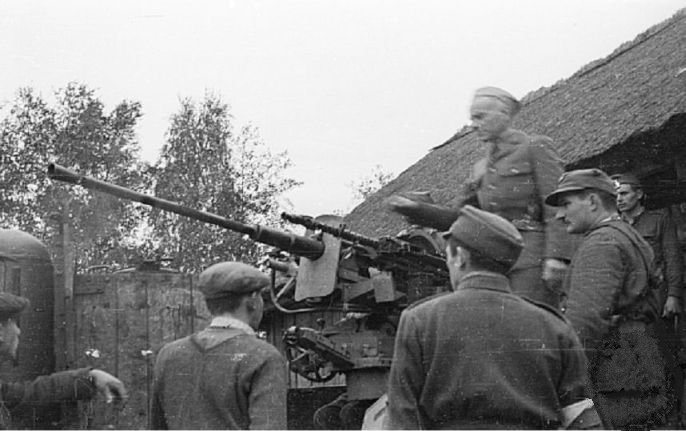
Major „Okoń” przemawiający do żołnierzy przed wymarszem z Kampinosu

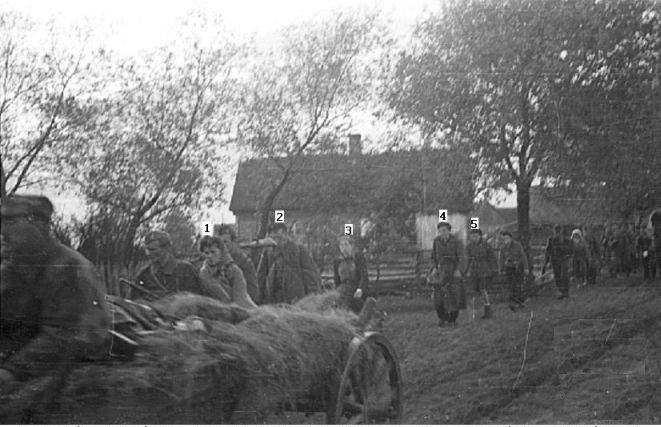
Żołnierze kompanii lotniczej por. „Lawy” podczas odwrotu z Puszczy Kampinoskiej

Major „Okoń” bardzo szybko zorientował się, iż niemieckie działania stanowią jedynie wstęp do zakrojonej na szeroką skalę operacji, której celem jest rozbicie Grupy „Kampinos”. Już po pierwszym niemieckim nalocie wycofał główne siły zgrupowania do lasów położonych na południe od Wiersz, Brzozówki i Truskawki. Podjął także decyzję o natychmiastowym rozpoczęciu przygotowań do „odskoku” całym zgrupowaniem do zachodniej części Puszczy Kampinoskiej. Grupa „Kampinos” miała przebić się stamtąd do lasów położonych na południe od Żyrardowa (Puszcza Mariańska i sąsiednie kompleksy leśne), po czym pod ich osłoną przejść w Góry Świętokrzyskie. Oficerom oceniającym, że ich oddziały nie wytrzymają trudów marszu i czekających walk, „Okoń” polecił rozpuścić żołnierzy do domów. Zgodnie z wcześniejszymi zapowiedziami mjr „Korwin” postanowił zdemobilizować żołnierzy i powrócić do konspiracji. Dowodzący oddziałem AL ppor. „Teoch” również postanowił rozwiązać swoją jednostkę, polecając jednocześnie żołnierzom i działaczom partyjnym przedzierać się pojedynczo w rejon Grójca. Porucznik „Jerzy” zdecydował natomiast, iż kompania „Jerzyków” będzie kontynuować walkę – postanowił jedynie odesłać chorych i słabych fizycznie żołnierzy w okolice Milanówka i Pruszkowa. O godzinie 22.00 wszystkie wysunięte placówki otrzymały rozkaz oderwania się od nieprzyjaciela i dołączenia do formującej się w Wierszach kolumny. Około godz. 23.00 długa na kilka kilometrów kolumna wyruszyła w kierunku zachodnim. Trasa przemarszu wiodła leśnymi drogami w pobliżu Roztoki, Grabiny i Zamościa. Na czele kolumny maszerował mjr „Okoń” wraz z kawaleryjską strażą przednią pod dowództwem por. Zygmunta Koca ps. „Dąbrowa”. W dalszej kolejności szła piechota, tabory oraz część kawalerii. Straż tylną stanowił 3 szwadron pod dowództwem wachm. „Narcyza”, któremu towarzyszył por. „Dolina”. Do odchodzących żołnierzy dołączyło tej nocy wielu cywilnych uchodźców, którzy po drodze sukcesywnie odłączali się od zgrupowania, szukając schronienia u krewnych i znajomych. W kolumnie znalazła się także grupa ok. 100-150 jeńców niemieckich.
Po latach weterani i kronikarze zgrupowania bardzo krytycznie oceniali działania podejmowane przez mjr. „Okonia” w związku z wymarszem z Puszczy Kampinoskiej. Odwrót w Góry Świętokrzyskie był już rozważany od dłuższego czasu, lecz dowódca Grupy „Kampinos” nie zadbał o wcześniejsze odesłanie w bezpieczne miejsce kilkudziesięciu rannych i chorych żołnierzy. Nie zmniejszył też ogromnego taboru, liczącego od 200 do 350 wozów wypełnionych żywnością, amunicją, sprzętem, dokumentami, a niejednokrotnie również przedmiotami osobistymi. Żołnierze zostali także niepotrzebnie obciążeni dodatkowymi przydziałami amunicji. Ponadto „Okoń” miał zaniedbać przeprowadzenia szczegółowego rozpoznania trasy przemarszu oraz nie poinformował swoich oficerów o planowanej marszrucie. Sprawne kierowanie przemarszem tak licznego i obciążonego taborami zgrupowania było dużym wyzwaniem, lecz „Okoń” nie dysponował własnym pocztem kawaleryjskim ani osobistym sztabem, odesłał nawet przysłany mu przez por. „Dolinę” pluton łączników-gońców z 2 szwadronu. W tych warunkach nocny przemarsz piaszczystymi drogami leśnymi był bardzo powolny i nadzwyczaj uciążliwy. Szereg zatorów powodowały zwłaszcza przeciążone wozy taborowe. Ostatecznie, po całonocnym marszu i pokonaniu trasy liczącej ponad 20 km, polska kolumna dotarła nad ranem w okolice wsi Bieliny. Tam „Okoń” zarządził całodzienny odpoczynek.
Niemcy kontynuowali tymczasem operację „Spadająca gwiazda”. 28 września ich oddziały, posuwając się ostrożnie w głąb puszczy, przesunęły się 4–6 km na zachód i osiągnęły rubież: Stare Grochale – Aleksandrów – Kiścinne – Roztoka – Krogulec – Ławy. W związku z odwrotem Grupy „Kampinos” niemieckie uderzenie trafiło jednak w próżnię. Oddziały Sternschnuppe mogły zameldować jedynie o zabiciu 12 partyzantów i zatrzymaniu 36 cywilów. Niemieckie straty – spowodowane głównie pozostawionymi przez żołnierzy AK minami – wyniosły przy tym trzech zabitych i czterech rannych. Dzięki meldunkom agentów oraz informacjom dostarczonym przez schwytanych cywilów, niemieckie dowództwo zorientowało się, że polskie zgrupowanie przystąpiło do odwrotu. Przypuszczając, iż partyzanci zmierzają do zachodniej części Puszczy Kampinoskiej, zarządzono przygotowania do przechwycenia polskiego zgrupowania na linii Bzury, kierując jednocześnie zmotoryzowane grupy rozpoznawcze do obserwacji dróg biegnących z puszczy w kierunku południowym. Meldunki agentów okazały się jednak na tyle niedokładne i sprzeczne, iż niemieckie dowództwo nie dysponowało wciąż wiarygodnymi informacjami na temat kierunku polskiego odwrotu oraz miejsca postoju Grupy „Kampinos”. Fakt ten, jak również dość skromne dotychczas postępy operacji Sternschnuppe, umożliwiły Grupie „Kampinos” niemal całodzienny odpoczynek pod Bielinami.
28 września w godzinach popołudniowych odbyła się w Bielinach odprawa sztabu Grupy „Kampinos”. Postanowiono wówczas przedzierać się na południe, jednak nie z wprost z Bielin, lecz bardziej od wschodu. W rezultacie polskie oddziały musiały cofnąć się do odległej o blisko 8 km wsi Zamczysko, aby dopiero stamtąd ruszyć bocznymi drogami w kierunku południowym, mijając po drodze zachodni skraj Czarnowa i Łuszczewek. Wybór tej trasy pozwalał wyminąć niemieckie umocnienia oraz bagniste łąki na północ od wsi Kampinos. Niemniej było jasne, iż odwrót w kierunku południowym w zasadzie nie będzie możliwy bez walki, ponieważ Grupa „Kampinos” musiała przebić się przez wrogie placówki na trakcie z Leszna do Kampinosu, a następnie przekroczyć trzy ruchliwe szosy (Warszawa – Sochaczew, Warszawa – Żyrardów przez Grodzisk i Warszawa – Żyrardów przez Nadarzyn) oraz dwie linie kolejowe – wszystkie pilnie strzeżone przez Niemców. Przebieg przemarszu nocą 27/28 września wskazywał, jak duże obciążenie dla polskich oddziałów stanowią rozbudowane tabory. Major „Okoń” miał jednak szorstko odrzucić wszystkie sugestie swoich oficerów w sprawie odesłania rannych i zmniejszenia liczby wozów taborowych. Miał również nie zezwalać na żadną oddolną inicjatywę w tym zakresie. Nieco inaczej przedstawiał natomiast przebieg tej dyskusji adiutant „Okonia”, kpr. Lucjan Wiśniewski ps. „Sęp”, który twierdził, iż to por. „Dolina” najbardziej energicznie protestował przeciw porzuceniu wozów taborowych, argumentując, że przyprowadził je aż z Puszczy Nalibockiej, a znajdujący się na furach sprzęt może się przydać w czasie kolejnych akcji. Bez względu na to kto optował za pozostawieniem taborów, decyzja ta – w ocenie Józefa Krzyczkowskiego – w znacznej mierze przesądziła o późniejszej klęsce Grupy „Kampinos”.
28 września około godz. 16.00 lub 17.00 Grupa „Kampinos” wznowiła marsz. Straż przednią tworzyły 2 i 4 szwadron kawalerii, którym towarzyszyli mjr „Okoń” i rtm. „Nieczaj”. Za nimi podążały kolejno: kompania lotnicza por. „Lawy”, batalion piechoty por. „Strzały”, szwadron ckm, zdobyczne działo pod dowództwem ppor. „Leszczyca”, żołnierze batalionów sochaczewskiego i legionowskiego oraz kompania „Zemsta”. Za piechotą ciągnęły tabory ze szpitalem polowym oraz stadem zdobycznego bydła. Straż tylną tworzyły 1 i 3 szwadron kawalerii pod dowództwem wachm. „Narcyza”, wsparte przez piechurów z kompanii „Jerzyków”. Boki kolumny osłaniały plutony zwiadu konnego. W ocenie por. „Doliny” przemarsz był źle zorganizowany, a w nocnych ciemnościach i na nieznanym terenie niezwykle trudno było utrzymać zwartość kolumny. Niemcy wciąż jednak nie znali położenia Grupy „Kampinos” więc zgrupowanie zdołało bez incydentów dotrzeć do Zamczyska. Tam kolumna skręciła w prawo, kierując się w stronę Wróblewa, Korfowego, Powązek, Wilkowa – na Czarnków. Około godz. 23.30 straż przednia dotarła w okolicy Wiejcy do szosy łączącej Leszno z Kampinosem. Polscy żołnierze przełamali tam bez większych trudności kordon utworzony przez kolaboracyjny 308 Batalion Rosyjski. Kolumna musiała jednak sforsować trakt pod ogniem zaalarmowanej niemieckiej artylerii. W niemieckich raportach znalazła się później informacja, iż ostrzał działek przeciwlotniczych spowodował spore straty w polskich oddziałach. Polscy weterani wspominali jednak, że Niemcy prowadzili ostrzał niemal na oślep, a jego skuteczność była niewielka. Kolumna kontynuowała tymczasem marsz na południe. Po pokonaniu około trzech kilometrów mjr „Okoń” zarządził postój, nakazując pozostawienie części rannych i chorych w zabudowaniach majątku w Gawartowej Woli oraz w szpitalu w Łuszczewku. Decyzja ta była bez wątpienia słuszna, niemniej spóźniona. Dowódca Grupy „Kampinos” polecił jednocześnie znaleźć miejscowego przewodnika. Pierwszy z przewodników z nieznanych powodów nie spodobał się jednak „Okoniowi”, stąd żołnierze byli zmuszeni szukać kolejnego. Stracono w ten sposób co najmniej 45 minut cennego czasu. Tymczasem Niemcy zaalarmowani walką pod Wiejcą wysłali już pościg za oddziałami Grupy „Kampinos”. W jego skład weszło prawdopodobnie kilka transporterów opancerzonych z grup rozpoznawczych, które patrolowały tę okolicę w ramach operacji Sternschnuppe, oraz załadowani na ciężarówki żołnierze 308 Batalionu, być może wsparci także przez konną grupę rozpoznawczą „Widder”.
Niespełna godzinę po wznowieniu marszu polska kolumna dotarła do niewielkiego drewnianego mostu na rzece Utrata, w rejonie Łuszczewka. Gdy piechota i kawaleria znajdowały się już na drugim brzegu, a tabor szykował się do przeprawy, straż tylna została niespodziewanie zaatakowana przez kilka niemieckich pojazdów pancernych. Większość świadków określała te maszyny mianem „czołgów”, lecz prawdopodobnie były to transportery opancerzone Sd.Kfz.251, należące do jednej z niemieckich grup rozpoznawczych. Pozbawiony broni przeciwpancernej 1 szwadron po krótkim oporze poszedł w rozsypkę. W taborach wybuchło zamieszanie, a taboryci złamawszy szyk próbowali szukać ratunku na własną rękę. Cześć wozów usiłowała wpław sforsować Utratę i ugrzęzła w sitowiu lub w rzecznym mule, jeden natomiast przejściowo zatarasował drewniany most. Walkę z niemieckim pościgiem podjęła tymczasem kompania „Jerzyków”, której „Dolina” wysłał na pomoc 3 szwadron wachm. „Narcyza”. Kawalerzyści przegalopowali wpław na „bezpieczny” brzeg Utraty, gdzie pozostawili swoje konie, po czym powrócili na drugi brzeg, aby podjąć walkę pieszo. Manewr ten taboryci zinterpretowali mylnie jako ucieczkę, co chwilowo zwiększyło panikę. Tymczasem naciskane przez nieprzyjaciela „Jerzyki” cofały się stopniowo w kierunku mostu. W czasie walki został wzięty do niewoli kontuzjowany por. „Jerzy”. W tym trudnym momencie ułani „Narcyza” zdołali jednak ogniem swoich PIAT-ów spowolnić niemieckie natarcie. Ostatecznie, mimo utraty części taborów i sporych strat w oddziałach straży tylnej, polska kolumna zdołała zakończyć przeprawę na drugi brzeg Utraty. Niemcy nie kontynuowali pościgu, obawiając się prawdopodobnie, iż drewniany most nie wytrzyma ciężaru pojazdów, a przeprawa wpław przez rzekę pod ogniem polskich PIAT-ów będzie zbyt ryzykowna. Z niemieckich raportów wynika, iż Grupa „Kampinos” straciła tej nocy 39 zabitych, 14 jeńców, 5 moździerzy, 5 ciężkich karabinów maszynowych, 7 lekkich karabinów maszynowych, 2 panzerfausty, jeden pistolet maszynowy, 90 karabinów, pistolety oraz wiele amunicji i materiałów wybuchowych. Niemcy zdobyli lub zniszczyli 91 wozów, a także zdobyli 66 koni i zabili kolejnych 95. Polacy utracili także swoje jedyne działo kal. 75 mm (zostało porzucone i wysadzone podczas odwrotu). Józef Krzyczkowski oceniał natomiast, iż podczas walk w rejonie Łuszczewka oddziały polskie straciły 20 zabitych i 10 rannych. Niemieckie straty miały się zamknąć liczbą 5 zabitych i 10 rannych.
Tymczasem polska kolumna, ponaglana rozkazami „Okonia”, kontynuowała pośpieszny marsz na południe. Oddziałom Grupy „Kampinos” udało się bez większych trudności przekroczyć szosę z Warszawy do Sochaczewa. Znajdujący się w straży przedniej ułani z 2 szwadronu zaskoczyli tam i rozbili niemiecką kolumnę zaopatrzeniową, niszcząc kilkanaście samochodów. Około godz. 3.30 polska kolumna przekroczyła natomiast linię kolejową Warszawa – Sochaczew w rejonie wsi Seroki-Parcela, staczając przy tym krótką potyczkę z niemieckimi jednostkami alarmowymi. Marsz nie przebiegał bez trudności – co chwilę rwał się szyk i tworzyły się zatory, a por. „Dolina” wraz z innymi oficerami z najwyższym trudem utrzymywał porządek w kolumnie. Od kolumny przez całą noc „odrywali się” pojedynczy żołnierze i niewielkie grupy, szukając ocalenia na własną rękę. O świcie 29 września straż przednia dotarła do wsi Stanisławów, gdzie kwaterował oddział węgierskiej kawalerii. Węgrzy, mimo iż sprzymierzeni z Niemcami, powitali żołnierzy AK bardzo przyjaźnie i nie tylko nie czynili żadnych przeszkód w ich marszu, lecz nawet zaopatrzyli Polaków w żywność oraz pewną ilość amunicji i granatów. Pomiędzy Stanisławowem a Basinem żołnierze AK natknęli się przypadkowo na kolejną niemiecką kolumnę taborową, którą rozbito bez większych trudności.
Tymczasem mjr „Okoń” zarządził przegrupowanie – całą kawalerię nakazał wysunąć na czoło kolumny, podczas gdy rolę ariergardy pełnić miała odtąd kompania por. „Jurka” z Sochaczewa (był on jednak ranny, stąd dowództwo objął ppor. Józef Regulski ps. „Biały”, dotychczasowy organizator bazy zrzutowo-odbiorczej). Ogólne dowództwo nad strażą tylną sprawował por. „Dolina”. Była prawdopodobnie godzina 8.00, gdy maszerujące w okolicach wsi Stanisławów i Baranów oddziały straży tylnej zostały zaatakowane przez niemieckie pojazdy pancerne. Wywiązała się walka, lecz początkowo Niemcy nie atakowali zbyt energicznie, ograniczając się do ostrzeliwania polskich żołnierzy z bezpiecznej odległości. Ostrzał ten powodował straty w ludziach i wozach taborowych. Około godz. 9.45 nieprzyjaciel wzmocniony nowymi siłami ponowił atak, zmuszając żołnierzy kompanii sochaczewskiej oraz ułanów z 3 szwadronu do wycofania się z Baranowa. W czasie odwrotu dostał się do niewoli ppor. „Biały”. W ręce Niemców wpadli też maruderzy oraz część pozostających jeszcze we wsi taborów. Józef Krzyczkowski oceniał, że w walce pod Baranowem poległo 15 polskich żołnierzy, a kolejnych sześciu odniosło rany. Z powodu strat poniesionych podczas walk w nocy 28/29 września, a także ze względu na fakt, iż od głównej kolumny stale odrywali się pojedynczy żołnierze i niewielkie pododdziały, Grupa „Kampinos” stopniała już w tym czasie do około 1200 żołnierzy.

## Rozbicie Grupy „Kampinos” pod Jaktorowem
29 września we wczesnych godzinach porannych straż przednia polskiej kolumny dotarła do torów kolejowych linii Warszawa – Żyrardów. W rejonie wsi Budy Zosine ułani zagarnęli nieprzyjacielski wóz taborowy, biorąc do niewoli kilkunastu Niemców. Wachmistrz Jan Łowicki ps. „Łotysz”, dowódca I plutonu w 2 szwadronie, zameldował mjr. „Okoniowi”, iż torów strzeże zaledwie kilku nieprzyjacielskich żołnierzy. Dowódca Grupy „Kampinos” nie wyraził jednak zgody na rozpoczęcie ataku i nakazał „Łotyszowi”, aby ten powrócił do głównych sił szwadronu. Tymczasem około godziny 7.00 główne siły polskiego zgrupowania dotarły na odległość ok. 300-500 metrów od linii kolejowej. W tym momencie mjr „Okoń” niespodziewanie zarządził kilkugodzinny postój, nakazując jednocześnie wydać żołnierzom posiłek, wystawić ubezpieczenia oraz w miarę możliwości rozlokować oddziały pod osłoną występujących na tym obszarze niewielkich olszyn. Dowódca zgrupowania chciał umożliwić żołnierzom odpoczynek oraz wykorzystać postój dla uporządkowania kolumny. Przerwa w marszu miała również umożliwić maruderom oraz walczącej pod Baranowem straży tylnej dołączenie do głównych sił Grupy „Kampinos”.
Szeregowi żołnierze, zmęczeni nocną walką i forsownym przemarszem, przyjęli decyzję o postoju z dużym zadowoleniem. Część oficerów była jednak zaniepokojona decyzją „Okonia”. Zdawali sobie bowiem sprawę, iż Niemcy znają już kierunek odwrotu Grupy „Kampinos”. Strzelanina w rejonie Baranowa oraz pojawienie się niemieckiego samolotu rozpoznawczego nad głównymi siłami zgrupowania pozwalały wysnuć wniosek, iż w najbliższym czasie można się spodziewać nadejścia niemieckiego pościgu. Podjęcie walki było zdecydowanie niewskazane, gdyż miejsce postoju Grupy „Kampinos” stanowiły rozległe podmokłe łąki, porośnięte tu i ówdzie niewielkimi olszynami – stanowiące teren bardzo trudny do obrony, a sprzyjający dysponującym przewagą ogniową Niemcom. Tymczasem Budy Zosine dzieliła od leżącego po drugiej stronie torów Lasu Radziejowickiego odległość zaledwie 6 km. Oficerowie byli przekonani, że żołnierzy stać będzie na ostatni wysiłek i dokonanie przeskoku przez linię kolejową. „Okoń” z uporem trzymał się jednak podjętej decyzji, odrzucając gniewnie wszystkie rady swoich podwładnych. Nie zadbał nawet o zabezpieczenie przejścia przez nasyp i wysadzenie torów kolejowych. Gdy kapelan Pułku „Palmiry-Młociny” ks. Jerzy Baszkiewicz ps. „Radwan II”, próbował przekonać „Okonia” do natychmiastowego przekroczenia torów, ten obrzucił duchownego wyzwiskami i zagroził, że zastrzeli go na miejscu. „Okoń” zezwolił jednak kompanii lotniczej por. „Lawy” na odłączenie się od zgrupowania i samodzielne przejście przez tory. „Lawa”, pozostawiwszy w Budach Zosinych pluton zrzutowy majora „Kursa”, skierował resztę swojej kompanii do wsi Rozłogi, po czym okrężną drogą, przeżywając po drodze liczne perypetie, bez strat sforsował następnego dnia linię kolejową. Od głównego zgrupowania zaczęli się również odłączać pojedynczy żołnierze oraz małe grupki partyzantów.
Dzięki doniesieniom agentów, raportom zaalarmowanych nocną walką oddziałów oraz informacjom uzyskanym od wziętych do niewoli żołnierzy AK, niemieckie dowództwo zorientowało się, iż mjr „Okoń” zamierza wycofać się przez lasy żyrardowskie i skierniewickie w kierunku Gór Świętokrzyskich. Ponieważ większość jednostek uczestniczących w operacji Sternschnuppe znajdowała się zbyt daleko, Niemcy przystąpili do organizowania improwizowanej grupy bojowej. Jej poszczególne jednostki przerzucano w trybie alarmowym pod Żyrardów z zadaniem utworzenia linii zaporowej przed miastem, a następnie otoczenia i zniszczenia polskiego zgrupowania. Do walki z Grupą „Kampinos” niemieckie dowództwo skierowało przede wszystkim 70 Pułk Grenadierów z 73 Dywizji Piechoty, batalion ochrony (prawdopodobnie był to wspomniany 308 Batalion Rosyjski), jednostki alarmowe garnizonów Żyrardowa i Grodziska Mazowieckiego, dwie kompanie transporterów opancerzonych, pluton czołgów oraz pociąg pancerny nr 30. Od północy rzucono na Baranów jednostki grupy „Bernard” pod dowództwem płk. Königa (to właśnie jej oddziały wdały się rankiem 29 września w walkę ze strażą tylną polskiego zgrupowania). Niemieckie oddziały skierowane pod Żyrardów liczyły łącznie ok. 2000 żołnierzy oraz blisko 40 pojazdów pancernych (głównie transportery opancerzone, a także kilka czołgów). Dysponowały również wsparciem z powietrza.
Około godziny 10.00 straż tylna wraz z por. „Doliną” dołączyła do głównych sił Grupy „Kampinos”. Mniej więcej w tym samym czasie nad polskim zgrupowaniem zaczął krążyć kolejny niemiecki samolot rozpoznawczy Fw 189 (we wspomnieniach polskich żołnierzy nazywany zwykle „ramą”). Po kilku nawrotach pilot zmniejszył pułap, po czym przelatując lotem koszącym, zaczął ostrzeliwać polskich żołnierzy ogniem broni pokładowej. Nalot spowodował niemałe straty i wywołał panikę wśród partyzanckich wierzchowców. W odpowiedzi polscy żołnierze otworzyli gwałtowny ogień – jeden z oficerów strzelał nawet z pistoletu TT. Za trzecim lub czwartym nawrotem niemiecki samolot niespodziewanie stanął w płomieniach i runął na ziemię, co wywołało olbrzymi entuzjazm wśród żołnierzy. Adam Borkiewicz podawał, że niemiecką maszynę zestrzelił celną serią erkaemu ppor. Andrzej Połoński ps. „Hlebowicz”, informacja ta nie jest jednak możliwa do zweryfikowania. Tymczasem około godz. 11.00 mjr „Okoń” podjął wreszcie decyzję o rozpoczęciu przebicia na drugą stronę torów. Zgodnie z planem, który przedstawił swoim oficerom podczas narady w Budach Zosinych, polskie zgrupowanie miało zostać podzielone na dwie kolumny. Batalion piechoty por. „Strzały” miał zabezpieczyć tory kolejowe w pobliżu przejazdu w Budach Zosinych, a następnie obsadzić drogę Żyrardów – Grodzisk i utrzymać wybity w ten sposób korytarz do czasu przejścia taborów oraz pozostałych oddziałów piechoty. W tym samym czasie druga kolumna, w skład której wejść miała cała kawaleria oraz sztab Grupy „Kampinos”, przekroczyłaby tory przez przejazd kolejowy w odległym o ok. 1,5 km Międzyborowie. Ponowna koncentracja zgrupowania miała nastąpić w Puszczy Mariańskiej.
Była prawdopodobnie godz. 12.00, gdy batalion „Strzały” rozpoczął natarcie na przejazd kolejowy. Początkowo przebieg ataku był pomyślny dla strony polskiej. Żołnierze „Strzały” osłaniani gęstym ogniem kompanii ckm ppor. „Olszy” zepchnęli niemiecką piechotę na drugą stronę nasypu kolejowego, docierając w bezpośrednie pobliże torów. Na drugą stronę nasypu zdołało się przedrzeć około 30 żołnierzy z plutonu plut. Hipolita Tumiłowicza z kompanii sierż. „Opończy”. Przebicie miało się również powieść grupce żołnierzy z kompanii ppor. „Zetesa” (z plutonu pchor. Janusza Warmińskiego ps. „Murzyn” i drużyny kpr. „Arta”). W tym momencie, gdy wydawało się, że zwycięstwo jest już bliskie, nastąpił jednak punkt zwrotny. Od strony Żyrardowa wjechał bowiem na tory uzbrojony niemiecki pociąg. W większości źródeł jest on określany mianem pociągu pancernego („pancerki”), jednak Szymon Nowak, opierając się na wspomnieniach uczestników bitwy, twierdzi, iż była to de facto „improwizowana ruchoma bateria” – przewożąca na otwartych wagonach-platformach kilka czołgów PzKpfw IV oraz transportery opancerzone. Nacierający przez otwartą równinę batalion „Strzały” został błyskawicznie przyduszony do ziemi i zdziesiątkowany gwałtownym ogniem dział i broni maszynowej. Polscy żołnierze próbowali odpowiedzieć ogniem granatników PIAT jednak ich strzały nie czyniły niemieckim pojazdom większej szkody. Nierówną walkę podjęła również obsługa zdobycznego działka kal. 20 mm pod dowództwem ppor. „Leszczyca”. Po oddaniu zaledwie kilku strzałów działko zostało jednak rozbite. Tymczasem załoga pociągu, powstrzymawszy natarcie polskiej piechoty, przeniosła ostrzał na tabory, powodując ogromne straty wśród pojazdów i koni.
Po załamaniu natarcia zdziesiątkowany batalion „Strzały” wycofał się na pozycje wyjściowe. Oddziały Grupy „Kampinos” zajęły teraz pozycje obronne w kształcie rozległego czworoboku, opartego przede wszystkim o występujące na tym obszarze przeszkody naturalne. Część piechurów „Strzały” obsadziła rów melioracyjny biegnący wschodnią stroną Bud Zosinych, podczas gdy pozostała część batalionu, rozlokowana w pewnej odległości od linii kolejowej, utworzyła linię obronną na południowej flance polskiego zgrupowania. Batalion „Strzały” został przy tym wzmocniony przez szwadron ckm 23 Pułku Ułanów oraz resztki 1 szwadronu 27 Pułku Ułanów. Północną flankę, od strony Baranowa, obsadził batalion legionowski por. „Znicza”. Zachodnią flankę, od strony Żyrardowa, zabezpieczali natomiast spieszeni ułani z 2, 3 i 4 szwadronu. Obsadzili oni rowy melioracyjne oraz zablokowali biegnącą równolegle do torów drogę. Pozostałe pododdziały wraz z taborami znalazły się wewnątrz czworoboku. Jednocześnie polscy żołnierze wypuścili na wolność grupę ok. 100-150 niemieckich jeńców. Pierścień okrążenia nie był jeszcze zamknięty, gdyż Niemcy nie zdołali dotąd obsadzić wschodniej i zachodniej obręczy tworzącego się kotła. Istniała więc wciąż pewna szansa, że przy energicznym dowodzeniu i za cenę porzucenia taborów Grupa „Kampinos” zdoła uniknąć zniszczenia. Major „Okoń” zachowywał się jednak pasywnie. Zamierzał prawdopodobnie wytrwać na bronionych pozycjach do zmierzchu, po czym podjąć próbę przebicia w kierunku na północny zachód od Żyrardowa. Inni wyżsi oficerowie zgrupowania – w tym dotychczas bardzo energiczny i pełen inicjatywy por. „Dolina” – również zachowywali się biernie, prawdopodobnie przygnębieni dotychczasowym przebiegiem walk i postępowaniem mjr. „Okonia”.
Tymczasem Niemcy, korzystając z bierności polskiego dowództwa, zamknęli pierścień okrążenia wokół Grupy „Kampinos”. Około godziny 14.00 niemiecka piechota wsparta przez pojazdy pancerne uderzyła na pozycje Grupy „Kampinos” – najpierw od strony Jaktorowa, później od strony Żyrardowa. Polskie oddziały, stłoczone na obszarze o powierzchni niespełna 6 km², były zasypywane ogniem niemieckich dział, który powodował ogromne straty wśród ludzi i koni. Niemieckie czołgi systematycznie niszczyły kolejne polskie stanowiska, stopniowo rozbijając zwartą linię obrony na odizolowane gniazda oporu. Nad polem walki pojawiło się również nieprzyjacielskie lotnictwo. Ostrzał i ciężkie straty nie złamały jednak siły polskiego oporu. Na zachodniej flance 4 szwadron, wsparty dodatkowym PIAT-em przysłanym przez „Dolinę”, odparł natarcie niemieckich czołgów. Niemieckie pojazdy skręciły wówczas nieco bardziej na wschód, uderzając na pozycje batalionu „Strzały”. Obrońcy chronieni wysokimi brzegami wyschniętego stawu wytrzymali atak. Jeden z czołgów unieruchomił celnym strzałem z PIAT-a plut. Aleksander Pawluczenko, podczas gdy drugi pojazd został uszkodzony i zmuszony do odwrotu. Niedługo później rosnący nacisk wroga i brak amunicji do granatników ppanc. zmusiły jednak polskich żołnierzy do odwrotu. Zginął wówczas plut. Pawluczenko (ciężko ranny popełnił samobójstwo, by uniknąć niewoli). W międzyczasie 3 szwadron odpierał niemieckie ataki od strony Żyrardowa. Na żadnym odcinku Niemcom nie udało się wedrzeć w głąb polskich pozycji.
Około godz. 16.00 mjr „Okoń” zmienił dotychczasowe rozkazy, polecając por. „Strzale” podjęcie próby przerwania okrążenia w kierunku na północny zachód od Żyrardowa. Za piechurami „Strzały” uderzać miały pozostałe oddziały Grupy „Kampinos”. Jednocześnie z niewyjaśnionych dotąd powodów „Okoń” polecił por. „Porawie” zorganizować siłami Kompanii „Zemsta”, swojego skądinąd najbardziej zaufanego oddziału, uderzenie w niemal dokładnie przeciwnym kierunku – tj. w stronę linii kolejowej (major planował osobiście uczestniczyć w tym ataku). Mając w pamięci przebieg pierwszego natarcia, „Porawa” uznał atak w świetle dziennym za samobójstwo. „Okoń” postanowił wówczas sam poprowadzić uderzenie siłami II i III plutonu Kompanii „Zemsta”, pozostawiając I pluton z „Porawą” jako ariergardę. Ostatecznie atak w kierunku południowym nie doszedł jednak do skutku, gdyż na torach pojawił się ponownie uzbrojony niemiecki pociąg, wsparty dodatkowo przez przybyły od strony Warszawy pociąg pancerny nr 30 (wzmocniony desantem piechoty). Gwałtowny ostrzał z obu pociągów przydusił kompanię „Zemsta” na pozycjach wyjściowych. Rozkaz natarcia w kierunku północno-zachodnim spowodował natomiast chaos w szeregach polskiej obrony, gdyż część oddziałów wyruszyła na pozycje wyjściowe do ataku, a część kontynuowała obronę dotychczasowych pozycji. Około godz. 17.00 mjr „Okoń”, znajdujący się nieopodal stanowisk 2 szwadronu, udał się na tyły, aby dopilnować dostarczenia amunicji oddziałom na pierwszej linii. Wtedy po raz ostatni widziano go żywego. Następnego dnia ciało dowódcy Grupy „Kampinos” zostało odnalezione na polu bitwy. Okoliczności śmierci mjr. „Okonia” nie są znane – przypuszcza się, że załamany klęską mógł popełnić samobójstwo lub został zastrzelony przez jednego ze swoich podwładnych, obwiniających go o doprowadzenie do klęski zgrupowania. Ku tej drugiej wersji skłaniał się Szymon Nowak, wskazując m.in. na swoistą „zmowę milczenia”, jaką kronikarze i weterani Grupy „Kampinos” otaczali okoliczności śmierci majora.
Od tego momentu Grupa „Kampinos” przestała funkcjonować jako zorganizowane zgrupowanie bojowe. Przez całe późne popołudnie i wieczór poszczególne oddziały kontynuowały jednak walkę, usiłując wytrwać do zmroku, a następnie wyrwać się z niemieckiego okrążenia. Większość żołnierzy usiłowała przebić się w kierunku południowo-zachodnim, część natomiast podejmowała próby powrotu do Puszczy Kampinoskiej. Porucznik „Dolina” zebrał wokół siebie improwizowany oddział, po czym gwałtownym uderzeniem przebił się przez dwie niemieckie tyraliery i przedostał się na drugą stronę torów, straciwszy po drodze kilkunastu żołnierzy. Nad ranem „Dolinie” wraz z 53 piechurami i kawalerzystami udało się dotrzeć do Puszczy Mariańskiej. Z kolei w okolicach godz. 18.00 około 200-300 ułanów z 1, 2 i 4 szwadronu przeprowadziło pod wodzą rtm. „Nieczaja” gwałtowną szarżę kawaleryjską w kierunku wsi Grądy (zachodnia obręcz kotła). Do wsi zdołało się przebić tylko ok. 140-200 ułanów; na polu walki pozostali m.in. ranni rtm. „Nieczaj” oraz dowódca 2 szwadronu, st. wachm. „Lawina” (dostał się do niewoli). Dowództwo nad kawalerzystami objął wówczas najstarszy stopniem oficer, mjr Bronisław Lewkowicz ps. „Kurs”. Po dwugodzinnym odpoczynku w Grądach kawalerzyści wznowili marsz, lecz przy przekraczaniu drogi Wiskitki – Oryszew wpadli niespodziewanie na niemiecką placówkę. Nocna strzelanina spowodowała rozproszenie polskiego oddziału (do niewoli dostał się wówczas ranny dowódca 1 szwadronu, st. wachm. „Wołodyjowski”). Major „Kurs” wraz z ok. 60 ułanami kontynuował odwrót w kierunku Puszczy Mariańskiej. Po obejściu Żyrardowa od zachodu przekroczył tory kolejowe, po czym już 30 września połączył się z oddziałem „Doliny”. Nietypowo przebiegł odwrót grupy ułanów z 4 szwadronu, dowodzonych przez ppor. Aleksandra Pietruckiego ps. „Jawor”. W trakcie pierwszej szarży kawalerzyści, próbując wyminąć niemieckie stanowiska, oderwali się bowiem od głównych sił i znaleźli się w pewnym momencie na przedmieściach Żyrardowa. Nie mając większego wyboru, ułani „Jawora” przegalopowali ulicami opustoszałego miasta, po czym skierowali się z powrotem do Puszczy Kampinoskiej.
Po odejściu „Doliny” i szarży kawaleryjskiej jakakolwiek zorganizowana obrona stała się niemożliwa. Niemieckie oddziały nie miały już większych trudności z wdarciem się w głąb polskiej obrony. Wielu partyzantom udało się pod osłoną ciemności rozproszyć w terenie i na własną rękę wydostać się z okrążenia. Znajdowali oni później pomoc i schronienie wśród ludności cywilnej i lokalnych struktur AK. Część polskich żołnierzy nadal kontynuowała jednak walkę. Zachowane meldunki dzienne 9 Armii wskazują, że jeszcze około godz. 22.50 trwały walki z partyzantami w rejonie na północny wschód od Żyrardowa. W jednym z rowów melioracyjnych przez kilka godzin bronił się 3 szwadron, pozostawiony na polu walki przez rtm. „Nieczaja” z zadaniem osłony szarży pozostałych szwadronów. Bój na tym odcinku był bardzo zacięty, dochodziło do walki wręcz. Podczas próby przebicia poległ dowódca szwadronu wachm. „Narcyz”. Ostatecznie grupa około 50 ułanów przełamała niemiecki kordon i obeszła Żyrardów od północy. Po godz. 24.00 żołnierze znaleźli się ostatecznie poza pierścieniem okrążenia. Podobną trasą wyrwała się z kotła grupa około 90 żołnierzy z batalionu legionowskiego i Kompanii „Zemsta”, dowodzona przez ppor. Mieczysława Szarka ps. „Czcibor”. Pod osłoną nocy oddział przekroczył niezauważenie szosę z Wiskitek do Żyrardowa, po czym pozostawiwszy ok. 20 rannych we wsiach Feliksów i Kozłowice dotarł nad ranem 30 września do lasów leżących na zachód od Żyrardowa. Pod osłoną Puszczy Mariańskiej grupa „Czcibora” przedostała się po kilku dniach za Pilicę. Z kolei około 60-osobowa grupa pod dowództwem por. „Dąbrowy”, złożona głównie z piechurów z 2 kompanii II Batalionu por. „Strzały”, odparła już po zmroku atak rosyjskich lub ukraińskich kolaborantów, po czym przebiła się w kierunku południowo-zachodnim. W czasie odwrotu oddział ten rozproszył się jednak na mniejsze grupki. Wiele innych grup zostało rozbitych przez Niemców lub poniosło duże straty podczas prób wydostania się z kotła.
30 września o godz. 6.30 Niemcy wznowili oczyszczanie kotła. Z zachowanych niemieckich raportów wynika, iż w rejonie wsi Seroki-Parcela zabito wówczas ośmiu polskich partyzantów, a kolejnych jedenastu wzięto do niewoli. Nie stwierdzono już jednak obecności polskich żołnierzy na polu bitwy wokół Bud Zosinych.

## Bilans bitwy
Bój pod Jaktorowem był prawdopodobnie największą bitwą partyzancką stoczoną w czasie II wojny światowej na ziemiach polskich leżących na zachód od linii Wisły. W jego wyniku Grupa AK „Kampinos” została rozbita i przestała stanowić zagrożenie dla tyłów niemieckiej 9 Armii. W polskich i niemieckich źródłach można znaleźć rozbieżne informacje na temat strat poniesionych tego dnia przez polskie zgrupowanie. Prawdopodobnie najbardziej wiarygodne były wyliczenia Adama Borkiewicza, który szacował, iż straty Grupy „Kampinos” w bitwie pod Jaktorowem wyniosły ok. 150–200 poległych, ok. 120 rannych oraz 150 wziętych do niewoli. Polskie zgrupowanie utraciło również większość koni, prawie całe ciężkie uzbrojenie, tabory oraz zapasy sprzętu i amunicji.
Jerzy Koszada zdołał ustalić nazwiska 183 żołnierzy Grupy „Kampinos” poległych w dniach 29-30 września 1944 w rejonie Bud Zosinych, Jaktorowa i Żyrardowa. Jednym z nich był dowódca zgrupowania mjr Alfons Kotowski ps. „Okoń”. Spośród wyższych oficerów zgrupowania polegli również: por. Franciszek Wiszniowski ps. „Jurek” (dowódca kompanii z Wiersz), por. Władysław Ludwig ps. „Kamil” (z-ca dowódcy Kompanii „Zemsta”), por. Jan Raczkowski ps. „Motor” (dowódca 5 kompanii w batalionie legionowskim), wachm. Narcyz Kulikowski ps. „Narcyz” (dowódca 3 szwadronu). Do niemieckiej niewoli dostali się natomiast: ppor. Józef Regulski ps. „Biały” (dowódca bazy zrzutowo-odbiorczej, wzięty do niewoli pod Baranowem), st. wachm. Jan Jakubowski ps. „Wołodyjowski” (dowódca 1 szwadronu), st. wachm. Józef Niedźwiecki ps. „Lawina” (dowódca 2 szwadronu) oraz por. Jerzy Strzałkowski ps. „Jerzy” (dowódca kompanii „Jerzyków”, wzięty do niewoli w nocnym boju nad Utratą).
Prawdopodobnie od 10 do 28 rannych lub wziętych do niewoli żołnierzy Grupy „Kampinos” zostało zamordowanych przez nieprzyjaciela tuż po zakończeniu bitwy (jednym z nich był por. „Motor”). Zbrodni na jeńcach miały się w szczególności dopuszczać formacje złożone z esesmanów, policjantów i żandarmów oraz rosyjskich i ukraińskich kolaborantów. Większość jeńców – zwłaszcza wziętych do niewoli przez żołnierzy Wehrmachtu – została jednak potraktowana zgodnie z zasadami prawa wojennego. Porucznik „Dolina” podawał w swych powojennych wspomnieniach, że jedną z grup jeńców ocalili przed egzekucją uwolnieni wcześniej z polskiej niewoli żołnierze niemieccy. Miały także miejsce wypadki, gdy polskich żołnierzy ratowali węgierscy kawalerzyści z oddziału w Stanisławowie lub szeregowi żołnierze Wehrmachtu (wśród tych ostatnich było wielu Polaków wcielonych przymusowo do niemieckiej armii). Późnym rankiem 30 września kolumnę 150 polskich jeńców doprowadzono do Żyrardowa. Oficerowie Wehrmachtu odmówili wówczas wydania funkcjonariuszom Gestapo wziętych do niewoli polskich oficerów. Po dwudniowym pobycie w Żyrardowie jeńców przewieziono koleją do Skierniewic, gdzie Niemcy zorganizowali przejściowy obóz jeniecki dla powstańców warszawskich.
Straty poniesione przez Niemców w bitwie pod Jaktorowem sięgnęły prawdopodobnie ok. 100–150 zabitych i rannych. Polskim żołnierzom udało się ponadto zestrzelić samolot rozpoznawczy Fw 189 oraz zniszczyć lub uszkodzić kilka niemieckich pojazdów pancernych.

## Epilog

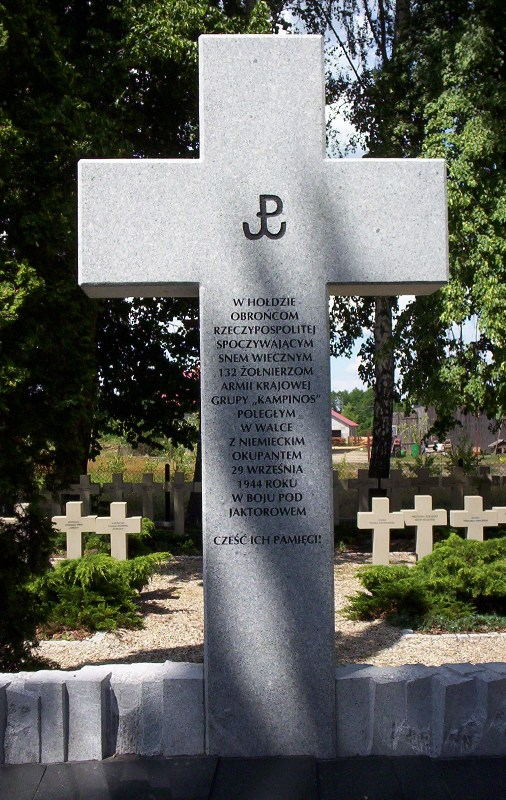
Pomnik na cmentarzu wojennym w Budach Zosinych

Niemieckie dowództwo było przekonane, iż pod Jaktorowem udało się otoczyć tylko część polskiego zgrupowania. W tym przekonaniu skutecznie utwierdził Niemców wzięty do niewoli pod Baranowem ppor. „Biały”. Zeznał on zaraz po zatrzymaniu, iż Grupa „Kampinos” liczyła ok. 16 tys. doskonale uzbrojonych żołnierzy, z czego połowa wymaszerowała wraz z „Okoniem” w kierunku Żyrardowa, a pozostała część („brygada »Korwina«”) przeszła do zachodniej części Puszczy Kampinoskiej. Wieczorem tego samego dnia „Biały” powtórzył tę dezinformację podczas przesłuchania, które prowadził osobiście SS-Obergrupenführer Erich von dem Bach-Zelewski. W tych okolicznościach niemieckie dowództwo postanowiło kontynuować operację „Spadająca gwiazda”. 29 września obie niemieckie grupy bojowe przeczesywały puszczę, osiągając rubież: Stare Grochale – Wędziszew (2 km na południowy zachód od Sowiej Woli) – Nowe Budy – południowy skraj Górki – Nurty – zachodni skraj Kampinosu. Niemieckie uderzenie trafiło jednak w próżnię, gdyż tylko w rejonie Wędziszewa jednostkom Sternschnuppe udało się nawiązać słabą styczność z przeciwnikiem. Podobny był przebieg działań w dniu 30 września. Oddziały gen. Bernhardta osiągnęły wówczas rubież: Kazuń Niemiecki – Secyminek – Polesie – 500 m na północny zachód od Cisowego (grupa północna) oraz Cisowe – Zamość – Bieliny – Bromierzyk – Famułki Brochowskie – Janówek – Brochów (grupa południowa). Zablokowano również brzeg Bzury od Wyszogrodu do Brochowa. Niemieckie raporty wskazywały jednak, iż kolejny raz nie udało się nawiązać styczności z polskimi oddziałami. Meldowano jedynie o ujęciu 4 partyzantów i 4 „pomocników” oraz zdobyciu 2 pistoletów maszynowych i 110 sztuk bydła. 1 października Niemcy, napotykając „sporadyczny i słaby opór przeciwnika”, osiągnęli rubież: linia Bzury od jej ujścia do Witkowic, skraj lasu 1 km na północny wschód od Hilarowa oraz Sianno. W tej sytuacji 1 października o godz. 18.30 dowództwo 9 Armii wydało rozkaz zakończenia operacji Sternschnuppe.
W podsumowaniu operacji, sporządzonym 2 października przez kontrwywiad 9 Armii, informowano, że podczas przeczesywania puszczy i pościgu za oddziałami AK zabito 76 partyzantów, a kolejnych 44 wzięto do niewoli (liczba ta nie uwzględnia strat poniesionych przez polskie zgrupowanie pod Jaktorowem). Oddziały niemieckie miały również zatrzymać 804 zdolnych do walki mężczyzn, co odpowiadało 75% partyzantów pozostałych na terenie puszczy po odejściu sił „Okonia”. Raport informował także o znalezieniu w puszczańskich wioskach licznych porzuconych mundurów i biało-czerwonych opasek. Niemieckie oddziały doszczętnie zniszczyły osiem polskich wsi, a w kolejnych osiemnastu spaliły znaczną liczbę gospodarstw. Rozstrzeliwano młodych mężczyzn podejrzewanych o walkę w szeregach partyzantki.
Niemieckie dowództwo nie było zadowolone z wyników operacji „Spadająca gwiazda”, gdyż kilkuset żołnierzom AK – w tym kilku zwartym oddziałom – udało się wyrwać z okrążenia. Największą grupę rozbitków zebrał wokół siebie por. „Dolina”, który z blisko 200 żołnierzami przeszedł z Puszczy Mariańskiej w rejon lasów opoczyńskich, gdzie nawiązał kontakt z miejscowymi strukturami AK. W październiku zmniejszony do około 80 żołnierzy oddział „Doliny” dołączył do 25 Pułku Piechoty AK Ziemi Piotrkowsko-Opoczyńskiej. 9 listopada, po ciężkich walkach pod Wincentowem, pułk został jednak rozwiązany. „Dolina” urlopował wówczas część swoich żołnierzy, pozostawiając w szeregach ok. 60 kawalerzystów uzbrojonych wyłącznie w broń maszynową. Z zorganizowanym w ten sposób samodzielnym oddziałem kawalerii AK kontynuował walkę do stycznia 1945. W Góry Świętokrzyskie przedostała się również grupa około 20 żołnierzy pod dowództwem plut. Stanisława Piszczka ps. „Pogoń”, która dołączyła do oddziału partyzanckiego AK dowodzonego przez por. Antoniego Hedę ps. „Szary”. Po dołączeniu grupy plut. „Pogoni” oraz żołnierzy z rozwiązanego 25 pp. AK w oddziale „Szarego” znalazło się łącznie 66 partyzantów z Puszczy Kampinoskiej, w tym 43 ze Zgrupowania Stołpecko-Nalibockiego. Z kolei około 50-osobowa kompania por. „Lawy”, która odłączyła się od głównych sił Grupy „Kampinos” na krótko przed rozpoczęciem bitwy pod Jaktorowem, przedostała się do Lasów Brudzewickich za Pilicą. 4 października „Lawiacy” stoczyli tam zaciekłą walkę z niemiecką obławą. Polski oddział zdołał wymknąć się z okrążenia, lecz wobec dużego zagęszczenia oddziałów nieprzyjaciela „Lawa” uznał, że osiągnięcie Gór Świętokrzyskich będzie zadaniem niewykonalnym i podjął decyzję o demobilizacji swojej kompanii (8 października).
Co najmniej kilkuset żołnierzy AK podjęło próbę powrotu do Puszczy Kampinoskiej. Sprzyjał temu zwłaszcza fakt, iż Niemcy nie spodziewali się, iż partyzanci podejmą próbę odwrotu w tym kierunku, stąd zadanie stworzenia kordonu w rejonie Baranowa powierzyli swym węgierskim sojusznikom. Sympatyzujący z Polakami Węgrzy pozwalali uciekinierom swobodnie przekraczać swoje linie. W ten sposób do puszczy powróciło ok. 100-200 partyzantów. Znaleźli się oni w szczególnie trudnym położeniu, gdyż niemal wszystkie puszczańskie wioski zostały spalone, ich ludność zbiegła lub została wysiedlona, a obrzeża Puszczy Kampinoskiej obsadziły jednostki niemieckie. Niewielkie grupki partyzantów były więc zmuszone budować prowizoryczne bunkry i szałasy w najgęstszym lesie lub na moczarach, gdzie żołnierze tygodniami cierpieli głód i chłód. Przez cały październik i listopad niemieckie obławy przeczesywały puszczę, rozstrzeliwując na miejscu osoby podejrzewane o udział w partyzantce. Miejscowa siatka konspiracyjna, którą kierowali por. Bohdan Jaworski ps. „Wyrwa” (uprzednio zastępca dowódcy Pułku „Palmiry-Młociny”) oraz por. Józef Karney ps. „Drewno” (uprzednio dowódca plutonu zrzutowego) starała się nieść pomoc uciekinierom, dostarczając żywność, cywilne ubrania i fałszywe dokumenty, a także lokując ich w miarę możliwości w szpitalu w Laskach.

## Upamiętnienie
Po bitwie ciała poległych żołnierzy Grupy „Kampinos” pogrzebano na cmentarzu wojennym w Budach Zosinych. W latach 50. komunistyczne władze podjęły jednak decyzję o likwidacji cmentarza i przeniesieniu szczątków na stołeczny Cmentarz Powstańców Warszawy. Owe działania spotkały się ze stanowczym sprzeciwem środowiska kombatanckiego. Blisko 1000 osób podpisało się pod listem protestacyjnym. Weterani i ich rodziny podejmowali także próby interwencji u różnych organów państwowych i partyjnych, nawet na szczeblu ministerialnym. Ostatecznie władze zgodziły się na ponowne przeniesienie zwłok i odbudowę cmentarza. Obecnie na cmentarzu wojennym w Budach Zosinych, leżącym w odległości około 3 km od przystanku kolejowego w Jaktorowie, spoczywają szczątki 132 żołnierzy Grupy „Kampinos” poległych 29 września 1944 – w tym szczątki mjr. Alfonsa Kotowskiego ps. „Okoń”. Tylko w 75 przypadkach udało się ustalić nazwiska lub pseudonimy pochowanych .
We wrześniu 1964 roku, w 20. rocznicę bitwy, na cmentarzu w Budach Zosinych odsłonięto pomnik ku czci poległych żołnierzy Grupy „Kampinos”. Pomnik został zbudowany z inicjatywy Powiatowej Rady Narodowej w Grodzisku Mazowieckim. Miał on formę obelisku zwieńczonego figurą orła ze skrzydłami wznoszonymi do lotu . Na pomniku znalazła się tablica z napisem:

Snem wiecznym spoczywa 132 żołnierzy AK grupy „Kampinos” poległych w walce z okupantem hitlerowskim w bitwie pod Jaktorowem 29.IX.1944

W ramach modernizacji cmentarza, przeprowadzonej przez Radę Ochrony Pamięci Walk i Męczeństwa w 2004 roku, pomnik został zburzony. W jego miejscu ustawiono wówczas granitowy krzyż, na którym wyryto Znak Polski Walczącej oraz napis o treści: 

W hołdzie obrońcom Rzeczypospolitej
spoczywającym snem wiecznym 132 żołnierzom Armii Krajowej Grupy „Kampinos”
poległym w walce z niemieckim okupantem 29 września 1944 w boju pod Jaktorowem
Cześć ich pamięci!